# Gedko Sasinowic
Gedko Sasinowic (v.1160-1223), en français Gédéon Powalo, a été scolastique et évêque de Płock de 1207 à 1223.
En 1207, bien qu’ayant le soutien d’une partie du Chapitre de Cracovie, le pape Innocent III a préféré élever Vincent Kadlubek à la dignité d’évêque de Cracovie. En contrepartie, Gedko a reçu l’évêché de Płock.
Gedko apparaît sur un document daté du 5 août 1222 par lequel il abandonne aux évêques de Prusse les régions de Chełmno et de Lubawa qui jusque-là se trouvaient hors de sa juridiction. De plus, il cède également les biens que possédait son évêché dans ces régions. Celles-ci devaient servir de base pour les missions de christianisation en Prusse.
Cette donation a été entérinée par le pape Honorius III dans la bulle Cum a nobis petitur (1223).